# Różewo (Wałcz)
Różewo (deutsch Rosenfelde) ist ein Dorf in der Landgemeinde (Gmina) Wałcz (Deutsch Wałcz) im Powiat Wałecki (Deutsch Kroner Kreis) der polnischen Woiwodschaft Großpolen.

## Geographische Lage
Das Dorf liegt im Netzedistrikt des ehemaligen Westpreußen, etwa neun Kilometer südlich von Wałcz (Deutsch Krone), 18 Kilometer westnordwestlich von Schneidemühl und fünf Kilometer ostnordöstlich von Gostomia (Wałcz) (Arnsfelde).

## Geschichte

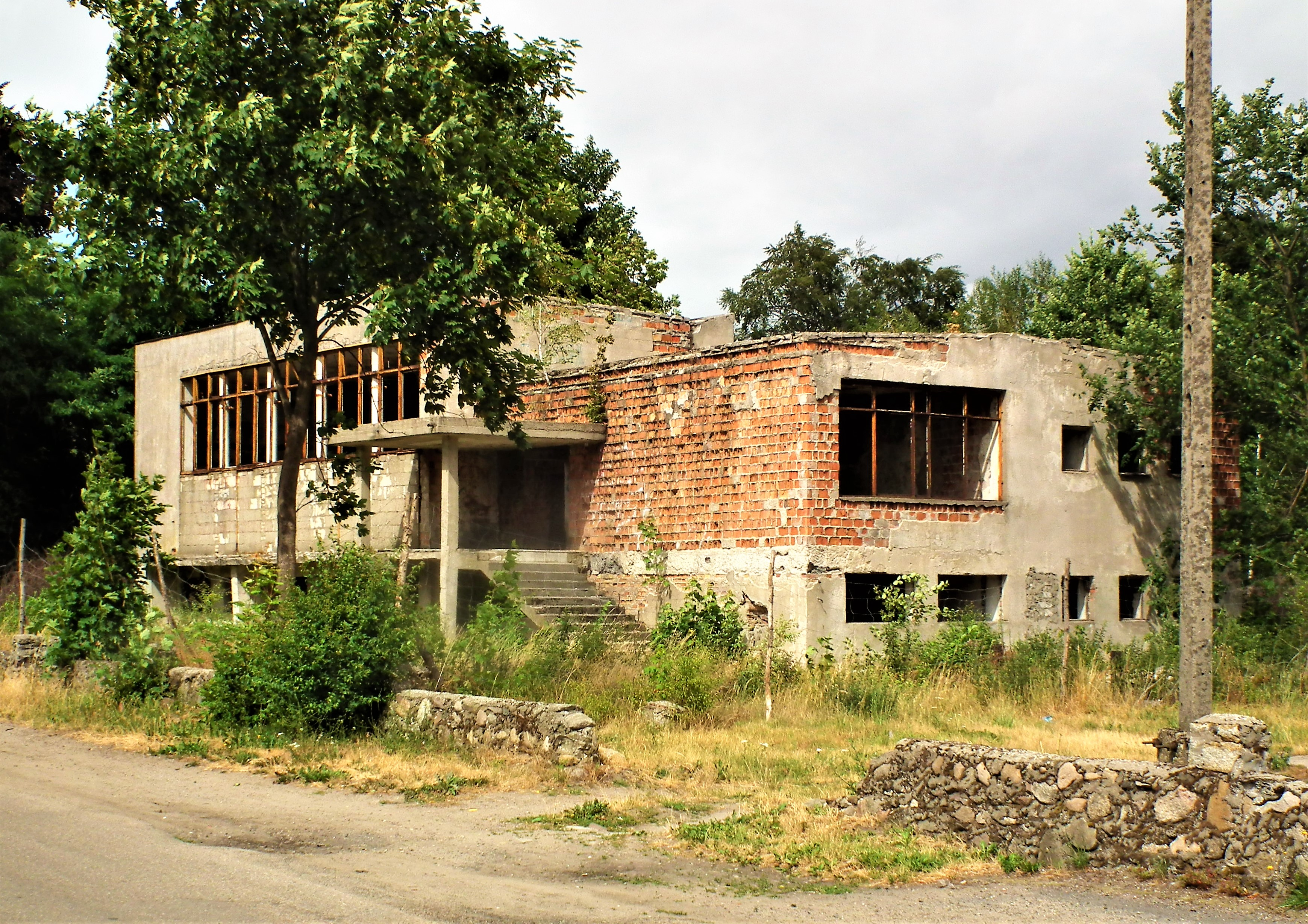
Ruine im Ortszentrum

Ältere Ortsbezeichnungen sind Roszwelte (1448) und Rozwald (1641), neupolnisch Różopole. 1682 wurde hier ein Gut aus sechs Hufen verödeten Landes gebildet. Nach der preußischen Inbesitznahme wurde das Dorf an einen von Herzberg zu adligen Rechten verliehen. Im Dorf waren vier Schulzen. Das Dorf soll bereits 1400 gegründet worden sein.
Die Gemeinde Rosenfelde hatte um 1930 drei Wohnplätze:
- Buschvorwerk
- Paulsruh
- Rosenfelde

Im Jahr 1945 gehörte Rosenfelde zum Landkreis Deutsch Krone im Regierungsbezirk Grenzmark Posen-Westpreußen der preußischen Provinz Pommern des Deutschen Reichs. Rosenfelde war Sitz des Amtsbezirks Rosenfelde.
Im Februar 1945 wurde Rosenfelde von der Roten Armee besetzt. Nach Beendigung der Kampfhandlungen wurde die Region seitens der sowjetischen Besatzungsmacht zusammen mit ganz Hinterpommern und der südlichen Hälfte Ostpreußens – militärische Sperrgebiete ausgenommen – der Volksrepublik Polen zur Verwaltung überlassen. Es wanderten nun Polen zu. Rosenfelde wurde unter der polnischen Ortsbezeichnung „Różewo“ verwaltet. Die einheimische Bevölkerung wurde von der polnischen Administration aus Rosenfelde vertrieben.

### Demographie
| Jahr | Einwohner | Anmerkungen |
| ---- | --------- | --- |
| 1783 | –         | königliches Dorf und Vorwerk nebst einer katholischen Kirche, im Netzedistrikt, Kreis Krone, 60 Feuerstellen (Haushaltungen) |
| 1818 | 367       | königliches Dorf, Amt Schrotz |
| 1910 | 1046      | am 1. Dezember, 902 im Dorf (davon 354 Evangelische, 531 Katholiken und 15 Juden; acht Personen mit polnischer Muttersprache), und 144 im Gutsbezirk (darunter 92 Evangelische, 50 Katholiken; eine Person mit polnischer Muttersprache) |
| 1925 | 1099      | darunter 425 Evangelische, 665 Katholiken und neun Juden |
| 1933 | 1065      | [ 6 ] |
| 1939 | 962       | [ 6 ] |

## Kirche
Die bis 1945 anwesenden Protestanten verfügten im Dorf über eine eigene Pfarrkirche. Das massive Gebäude ohne Turm war am 26. Dezember 1844 als Filiale von Deutsch Krone eingeweiht worden und ersetzte eine 1777 eingerichtete Betstube, die mit der Schulstube verbunden war. Die Kirche war mit einer Orgel ausgestattet.
Die Katholiken hatten ebenfalls eine Kirche im Dorf.